# Too Busy to Work (film 1932)

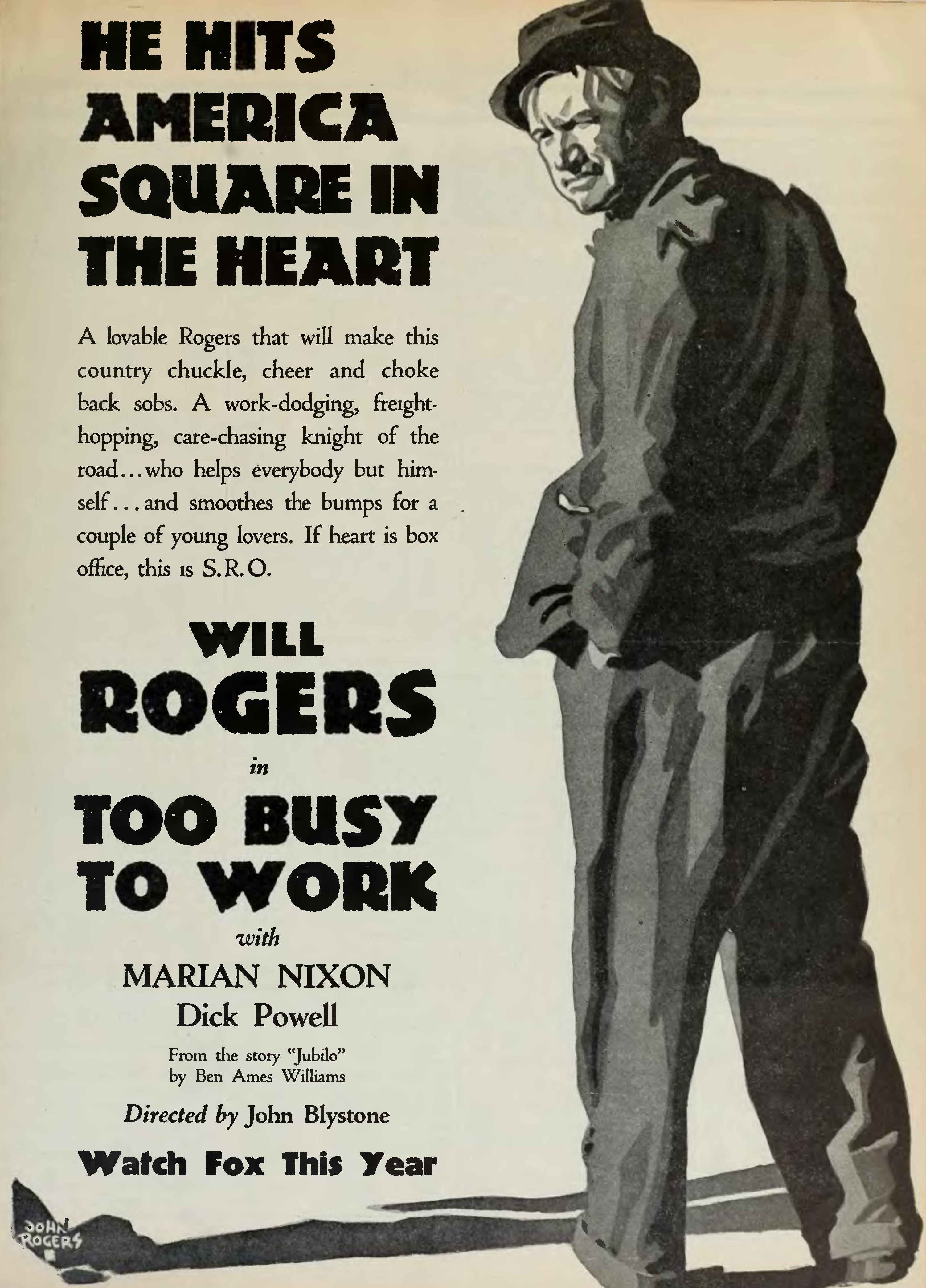

Too Busy to Work è un film del 1932 diretto da John G. Blystone. La sceneggiatura si basa su Jubilo, un racconto di Ben Ames Williams uscito a puntate su The Saturday Evening Post dal 28 giugno al 5 luglio 1919.

## Produzione
Il film fu prodotto dalla Fox Film Corporation con il titolo di lavorazione Jubilo.

## Distribuzione
Il copyright del film, richiesto dalla Fox Film Corp., fu registrato il 15 ottobre 1932 con il numero LP3370.
Distribuito dalla Fox Film Corporation, il film uscì nelle sale cinematografiche USA il 2 dicembre 1932.